# Mark Rivera
Mark Rivera, ameriški saksofonist in multiinštrumentalist, * 24. maj 1952, Brooklyn, New York, ZDA.
Mark Rivera je ameriški saksofonist, multiinstrumentalist, glasbenik in glasbeni direktor. Najbolj je znan po svojem delu z Billyjem Joelom. Poleg saksofona in vokalov, Rivera igra še kitaro, flavto, tolkala in klaviature.

## Biografija

### Zgodnje življenje
Mark Rivera se je rodil v Brooklynu, New York in je obiskoval srednjo šolo Fiorello H. LaGuardia High School of Music & Art and Performing Arts na Manhattanu.

### Kariera
Prvi Riverovi javni nastopi so prišli s skupino "Tycoon" v sredini 70. let dvajsetega stoletja. V tem obdobju je spoznal legendarnega producenta Roberta Johna Langeja. Lange, ki je sodeloval z Mickom Jonesom in Loujem Grammom iz skupine Foreigner je Rivero predstavil "veliki ligi" rock glasbe, snemanja in nastopanja.
Skozi leta je Rivera sodeloval z duetom Hall & Oates, Petrom Gabrielom pri njegovem prebojnem albumu So, Simonom & Garfunklom, Johnom Lennonom, Billyjem Oceanom in kitaristom skupine Eagles, Joejem Walshem.
Od leta 1982 je Rivera član spremljevalne skupine Billyja Joela, kjer je zamenjal Richieja Cannato.
Leta 1995 se je Rivera pridružil superskupini Ringo Starr & His All-Starr Band, s katero je igral na nekaj turnejah.

## Glasbeni direktor
Riverino delo kot glasbeni direktor je dobilo priznanje od sodelovanj s skupino Ringo Starr & His All-Starr Band, Billyjem Joelom in Eltonom Johnom. Rivera prav tako skrbi za promocijo in organizacijo dogodkov. Njegovo podjetje "The Mark Rivera Entertainment Group" organizira številne dogodke za HBO, IBM, Merrill Lynch, AT&T, Coldwell Banker, The China Club, Northwest Airlines, Oakwood Corporate Housing in številne dobrodelne dogodke.

## Oprema
Rivera uporablja instrumente podjetij Harman International, Yamaha, Kaman Music in Korg USA.

## Diskografija
- Common Bond (2014)